# Герб Овруча
Герб Овруча — офіційний геральдичний символ міста Овруч Житомирської області, затверджений рішенням дванадцятої сесії ради XXII скликання 24 серпня 1997 р. Автор - Гречило Андрій Богданович.

## Опис
У червоному полі Архангел Михаїл у синій сорочці, срібних штанях, золотому обладунку та чоботях, срібними крилами та золотим німбом навколо голови. стоїть на хмарі тримає в одній руці золотий меч, опущений додолу, а в другій – золоті терези.
Зображення Архангела Михаїла вказує на значення Овруча, як укріпленого поселення на шляху ворожих набігів. У прапорі використано атрибути св. Михаїла – терези меч, також можна окремо тлумачити як свідчення торгової та оборонної ролі міста. Червоний колір – символ мужності, жовтий – багатства.
Герб вписано у декоративний картуш, увінчаний срібною міською короною, що свідчить про статус поселення. Прапор несе елементи та кольори герба, повністю лексикологічним вимогам та історичній традиції. 